# Gerbilliscus validus
Gerbilliscus validus es una especie de roedor de la familia Muridae.

## Distribución geográfica
Se encuentra en Angola, Burundi, República Democrática del Congo, Etiopía, Kenia, Malí, Ruanda, Sudán, Sudán del Sur, Tanzania, Uganda, Zambia y Zimbabue.

## Hábitat
Su hábitat natural son: sabanas áridas, y tierras cultivables.